# Heghine Bischarjan

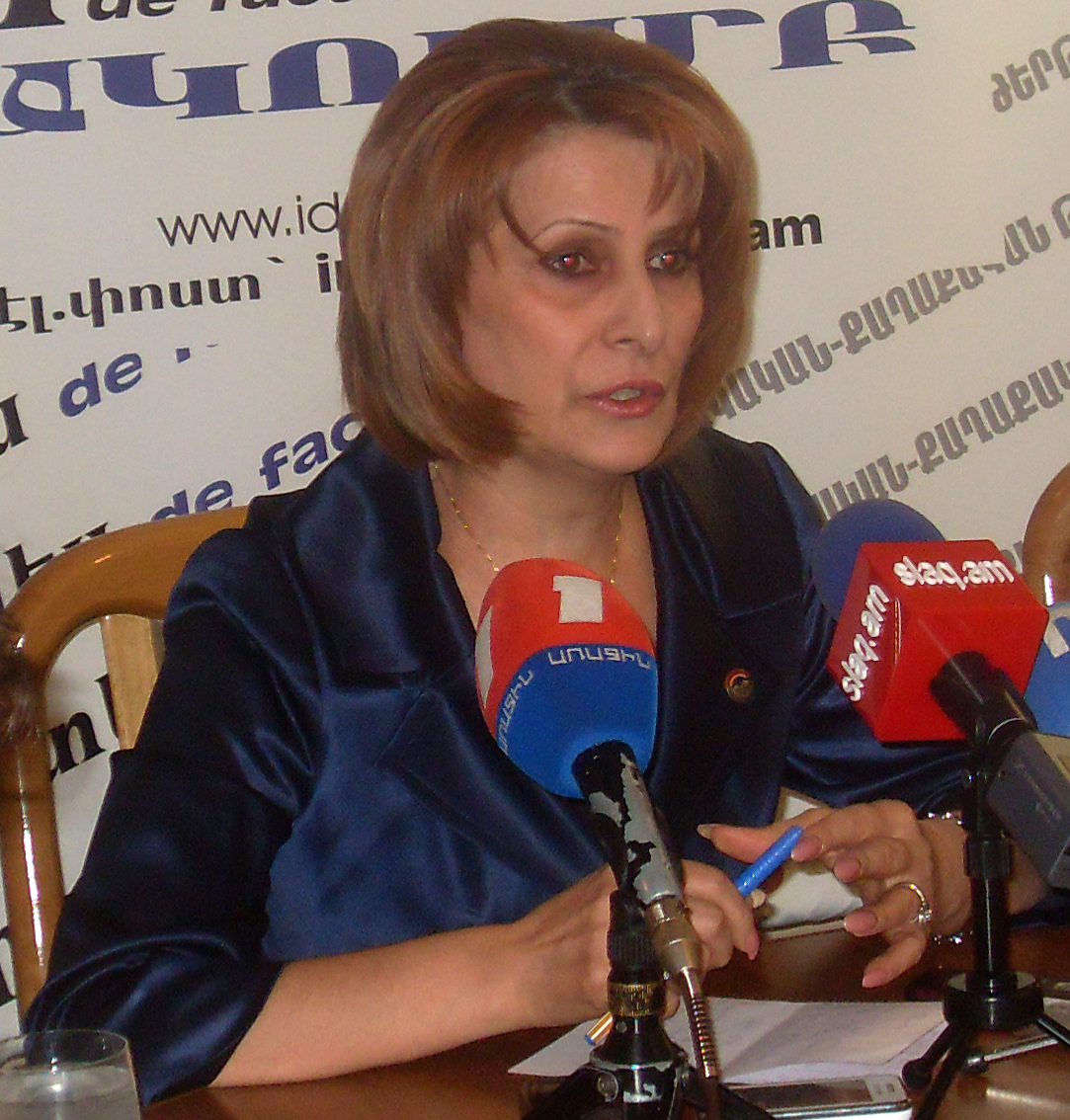
Heghine Bischarjan (2011)

Heghine Bischarjan (armenisch Հեղինե Վաչեի Բիշարյան, englisch Heghine Bisharyan, * 5. Januar 1961 in Jerewan, Armenische SSR, Sowjetunion) ist eine armenische Politikerin, Pädagogin, ehemalige Abgeordnete und Fraktionschefin der Partei Land des Rechts (OEK) in der armenischen Nationalversammlung, sowie seit 2017 Rektorin der Europäischen Universität Armeniens (EUA).

## Werdegang
Bischarjan arbeitete in sowjetischer Zeit von 1978 bis 1988 als Meisterin in der Jerewaner Fabrik für Elektrogeräte. Seit 1986 war sie Abgeordnete der sowjet-armenischen Region Leninyan. 1991 erhielt sie ihren Abschluss am Staatlichen Pädagogischen Institut Kirowakan als Lehrerin für die armenische Sprache und Literatur. Nach der Unabhängigkeit Armeniens von der Sowjetunion arbeitete sie von 1994 bis 2008 als Lehrerin an der Schule Nr. 191 in Jerewan.
Ihre politische Karriere begann mit ihrem Einzug als Abgeordnete in die armenische Nationalversammlung für Arthur Baghdassarjans Mitte-rechts-Partei Land des Rechts (OEK) bei der Parlamentswahl in Armenien 2003. Seitdem war sie Sekretärin der OEK-Fraktion und saß im parlamentarischen Ständigen Ausschuss für Wissenschaft, Bildung, Kultur und Jugend. Nebenbei arbeitete sie von 2005 bis 2006 als Lehrerin an der Staatlichen Pädagogischen Hochschule "Bakunz" in Jerewan.
Bei der Parlamentswahl in Armenien 2007 schaffte Bischarjan den Wiedereinzug in die Nationalversammlung. Sie wurde Mitglied im Ständigen Ausschuss für Wissenschaft, Bildung, Kultur, Jugend und Sport und ab 2010 auch im Ständigen Ausschuss für Europäische Integration. Seit dem 15. Mai 2008 war sie Fraktionschefin der OEK-Fraktion.
2010 wurde sie als Mitglied in den armenischen Zweig der Internationalen Akademie der Wissenschaften für Natur und Gesellschaft (IASNS) gewählt.
Bischarjan gelang bei der Parlamentswahl in Armenien 2012 die Wiederwahl als Abgeordnete. Sie blieb OEK-Fraktionschefin, saß erneut im Ständigen Ausschuss für Wissenschaft, Bildung, Kultur, Jugend und Sport, sowie auch im Ständigen Ausschuss für Gesundheitswesen, Mutterschaft und Kindheit. Das Parlamentsmandat endete 2017 und die OEK verpasste mit 3,7 % der Stimmen den Sprung über die Fünfprozenthürde für den erneuten Einzug ins Parlament.
Seit 2017 ist Bischarjan Rektorin der Europäischen Universität Armeniens (EUA), einer zwischenstaatlichen Universität, welche im Jahr 2001 durch Verträge zwischen Armenien, Deutschland, Frankreich und Italien geschaffen wurde.

## Ehrungen und Auszeichnungen
- 2005: A. Bakunz-Medaille anlässlich des Lehrertags
- 2011: Mchitar Gosch-Medaille durch den Erlass des armenischen Präsidenten[1][2]

## Privates
Bischarjan ist verheiratet und hat zwei Kinder.